# 平成22年度全国高等学校総合体育大会
平成22年度全国高等学校総合体育大会（へいせい22ねんどぜんこくこうとうがっこうそうごうたいいくたいかい）は、2010年（平成22年）7月から2011年（平成23年）2月にかけて行われた全国高等学校総合体育大会である。
実施33競技のうち、29競技による夏季大会が2010年7月28日 - 8月20日を開催期間として沖縄県で、冬季大会の4競技が競技種目ごとに下記開催地および開催期間にてそれぞれ実施された。

## 夏季大会
夏季大会は、2010年7月28日から8月20日まで沖縄県で開催された。大会愛称は美ら島沖縄総体2010、大会スローガンは「青天届く君の風 みなぎる闘志が 夏に輝く」。総合開会式は7月28日に沖縄県総合運動公園陸上競技場で行われた。
九州ブロック南部での開催年にあたっていたが、沖縄県単独主催となった（登山会場のみ委託開催として霧島山系登山コース - 鹿児島県、宮崎県）。

### 概要
- 主催：公益財団法人全国高等学校体育連盟、沖縄県、沖縄県教育委員会、関係全国中央競技団体
- 後援：文部科学省、公益財団法人日本体育協会、日本放送協会（NHK）
- 特別協賛：コカ・コーラ

### 実施競技・会場一覧
- 陸上競技（沖縄県総合運動公園陸上競技場）
- 体操
  - 体操競技（沖縄県総合運動公園体育館）
  - 新体操（沖縄市体育館）
- 水泳
  - 競泳（沖縄県立奥武山総合運動場水泳プール）
  - 飛込（同上）
  - 水球（沖縄県総合運動公園水泳プール）
- バスケットボール
  - 男子（沖縄市体育館・中城村民体育館・美里高校・北谷高校・美東中学校）
  - 女子（西原町民体育館・南城市玉城総合体育館・西原高校・南風原高校・南星中学校）
- バレーボール
  - 男子（宮古島市総合体育館・宮古島市上野体育館・宮古総合実業高校・宮古工業高校・宮古高校）
  - 女子（那覇市民体育館・西原町民体育館・西原高校・真和志高校）
- 卓球（宜野湾市立体育館・沖縄コンベンションセンター展示棟）
- ソフトテニス（沖縄県総合運動公園庭球場）
- ハンドボール（浦添市民体育館・浦添市多目的屋内運動場・八重瀬町東風平運動公園体育館・八重瀬町具志頭社会体育館）
- サッカー（与那城陸上競技場・与那城多種球技場・うるま市具志川多目的広場・石川運動場・金武火力発電所雄飛の広場・恩納村赤間サッカー場・具志川高校）
- バドミントン（西崎総合体育館・糸満高校・沖縄水産高校・豊見城南高校・兼城中学校・西崎中学校・潮平中学校）
- ソフトボール
  - 男子（読谷村総合運動広場・恩納村立野球場・恩納村立サブグランド）
  - 女子（北谷公園ソフトボール場・嘉手納町兼久海浜公園ソフトボール場・嘉手納野球場）
- 相撲（うるま具志川ドーム）
- 柔道（沖縄県立武道館アリーナ棟）
- ボート（大宜味村塩屋湾特設ボート場）
- 剣道（名護21世紀の森体育館）
- レスリング（石垣市総合体育館）
- 弓道（沖縄県立武道館アリーナ棟）
- テニス（沖縄県立奥武山総合運動公園庭球場・那覇市漫湖市民庭球場・那覇市新都心テニスコート）
- 自転車競技
  - トラック（沖縄県総合運動公園自転車競技場）
  - ロード（ツール・ド・おきなわ開催コース）
- ボクシング（豊見城高校体育館）
- ホッケー（今帰仁村営ホッケー場・今帰仁中学校・今帰仁村営グランド・北山高校）
- ウエイトリフティング（八重瀬町具志頭社会体育館）
- ヨット（西原・与那原マリーナ（仮称））
- フェンシング（金武町立体育館・金武中央公民館）
- 空手道（浦添市民体育館）
- アーチェリー（宜野湾海浜公園多目的広場）
- なぎなた（沖縄県立武道館アリーナ棟）
- カヌー（漢那ダム特設カヌーコース）
- 登山（霧島山系登山コース）

## 冬季大会
平成22年度全国高等学校総合体育大会では、2010年（平成22年）12月から2011年（平成23年）2月にかけてスキー、スケート・アイスホッケー、ラグビーフットボール、駅伝の4競技が冬季大会として開催された。

### スキー大会
スキー大会は、第60回全国高等学校スキー大会として2011年2月6日 - 2月10日に岩手県八幡平市で開催された。スローガンは、「雪原に馳せる情熱 イーハトーヴの華となれ」。

#### 概要
- 主催：財団法人全国高等学校体育連盟、財団法人全日本スキー連盟、岩手県、岩手県教育委員会、八幡平市、八幡平市教育委員会、毎日新聞社
- 後援：文部科学省、財団法人日本体育協会、日本放送協会、財団法人岩手県体育協会、社団法人八幡平市体育協会
- 主管：公益財団法人全国高等学校体育連盟スキー専門部、岩手県高等学校体育連盟、一般財団法人岩手県スキー連盟
- 協賛：コカ・コーラ

#### 実施競技・会場一覧
| 競技名 | 競技名                   | 競技名 | 会場地   | 会場                                   |
| ------ | ------------------------ | ------ | -------- | -------------------------------------- |
| スキー | アルペン                 |        | 八幡平市 | 安比高原スキー場                       |
| スキー | クロスカントリー         |        | 八幡平市 | 田山クロスカントリーコース             |
| スキー | スペシャルジャンプ       |        | 八幡平市 | 矢神飛躍台                             |
| スキー | ノルディックコンバインド |        | 八幡平市 | 矢神飛躍台、田山クロスカントリーコース |

### ラグビーフットボール大会
ラグビーフットボール大会は、第90回全国高等学校ラグビーフットボール大会として2010年（平成22年）12月27日 - 2011年（平成23年）1月7日に大阪府東大阪市の花園ラグビー場、花園中央公園多目的球技広場で開催された。

### 駅伝大会
駅伝大会は、男子第61回女子第22回全国高等学校駅伝競走大会として2010年（平成22年）12月26日に京都府京都市の京都市西京極総合運動公園陸上競技場、京都市西京極陸上競技場付設マラソンコースで開催された（開会式・表彰式は京都市体育館で実施）。

#### 概要
- 主催：公益財団法人全国高等学校体育連盟、公益財団法人日本陸上競技連盟、毎日新聞社、京都府、京都府教育委員会、京都市、京都市教育委員会
- 後援：文部科学省、日本放送協会
- 主管：公益財団法人全国高等学校体育連盟陸上競技専門部、一般財団法人京都陸上競技協会、京都府高等学校体育連盟
- 協賛：コカ・コーラ

#### 大会記録

##### 入賞校
| 全国高等学校駅伝競走大会 | 全国高等学校駅伝競走大会 | 優勝                | 2位           | 3位               | 4位                 | 5位                 | 6位                 | 7位               | 8位               |
| ------------------------ | ------------------------ | ------------------- | ------------- | ----------------- | ------------------- | ------------------- | ------------------- | ----------------- | ----------------- |
| 2010年 （平成22年）      | 男子第61回大会           | 鹿児島実 （鹿児島） | 世羅 （広島） | 九州学院 （熊本） | 仙台育英 （宮城）   | 須磨学園 （兵庫）   | 青森山田 （青森）   | 佐久長聖 （長野） | 田村 （福島）     |
| 2010年 （平成22年）      | 女子第22回大会           | 興譲館 （岡山）     | 豊川 （愛知） | 仙台育英 （宮城） | 神村学園 （鹿児島） | 北九州市立 （福岡） | 立命館宇治 （京都） | 常磐 （群馬）     | 須磨学園 （兵庫） |

##### 区間賞
| 全国高等学校駅伝競走大会 | 全国高等学校駅伝競走大会 | 1区                          | 2区                          | 3区                                    | 4区                                    | 5区                                | 6区                        | 7区                          |
| ------------------------ | ------------------------ | ---------------------------- | ---------------------------- | -------------------------------------- | -------------------------------------- | ---------------------------------- | -------------------------- | ---------------------------- |
| 2010年 （平成22年）      | 男子第61回大会           | 西池和人 （須磨学園） 29'35" | 山本雄大 （須磨学園） 8'18"  | チャールズ・ディランゴ （世羅） 22'41" | べナード・ワウエル （仙台育英） 23'27" | 佐野拓馬 （須磨学園） 8'43"        | 市田宏 （鹿児島実） 14'40" | 高田康暉 （鹿児島実） 14'31" |
| 2010年 （平成22年）      | 女子第22回大会           | 菅華都紀 （興譲館） 19'29"   | 横江里沙 （須磨学園） 12'44" | 小林美香 （須磨学園） 9'51"            | 赤松弘佳 （興譲館） 9'35"              | ワイナイナ・ムルギ （豊川） 15'40" | -                          | -                            |